# 映画音楽シアター
『映画音楽シアター』（えいがおんがくシアター）は、2005年4月3日まで青森放送ラジオで放送されていた音楽番組である。

## 概要
毎回映画音楽を紹介していた番組で、リスナーからのリクエストがあった曲を中心に選んでいた。パーソナリティは青森放送元アナウンサーの鳴海征子が務めていたが、番組中に鳴海が名乗る回と名乗らない回があった。

## 放送時間
いずれも日本標準時。
- 日曜 15:00 - 16:00 （ - 2000年3月26日）
- 日曜 11:05 - 12:00 （2000年4月2日[1] - 2005年4月3日）